# Kungliga orden av Kalākaua
Kungliga orden av Kalākaua (engelska: Royal Order of Kalākaua, hawaiiska: Kalākaua I e Hookanaka) är hawaiisk riddarorden som grundades den 28 september 1874 av kungen Kalākaua för att fira hans maktövertagande. Utmärkelsen delas till lojala medborgare som har gjort en tydlig och nobel insats för kungahuset eller kungariket.
Utmärkelsen delas i fyra grader som har ett begränsat antal medlemmar:
- Storkors (max. 12 personer)
- Officerare (max. 20)
- Kommendör (max. 50)
- Riddare (max. 60)